# Bristol 401
El Bristol 401 sedán y el Bristol 402 descapotable son automóviles de lujo británicos con prestaciones deportivas, producidos entre 1948 y 1953 por Bristol Cars, una filial de la empresa Bristol Aeroplane Co. Fueron los sucesores del Bristol 400 inicial.

## Características
Aunque mecánicamente el 401 y el 402 usaban una versión mejorada del motor BMW M328 con una disposición inusual de dos varillas de empuje separadas para operar las válvulas de escape usadas en el 400 (requeridas por las cámaras de combustión hemiesféricas y las válvulas opuestas), el estilo de su carrocería supuso un gran avance con respecto al primer modelo de Bristol de antes de la Segunda Guerra Mundial. Fue inspirado por el diseñador milanés Touring, y su característica más notable era que las manijas de las puertas no estaban expuestas, siendo sustituidas por botones de apertura. El interior también era más espacioso que en el 400, siendo un verdadero cinco plazas.
En la parte delantera, el 401 y el 402 eran bastante reconocibles, con sus faros delanteros situados a cada lado de la rejilla estrecha, que se parecía un poco menos al diseño de BMW que el 400. También presentaban un perfil muy suave, lo que junto con la entonces exclusiva disposición de las manijas de las puertas, se estima que proporcionaba un coeficiente de arrastre de menos de 0.36, competitivo incluso para los estándares actuales, y muy notable para la época.
El motor era la misma unidad de gasolina de seis cilindros en línea de 2 litros del 400, pero se actualizó a través del carburador Solex mejorado para aumentar la potencia hasta 85 CV, lo que mejoró el rendimiento más allá de lo que se logró con la aerodinámica.
La suspensión era independiente en la parte delantera utilizando un resorte de ballesta transversal y espoletas, disponiendo un eje rígido en la parte posterior con barras de torsión. La dirección utilizaba un sistema de cremallera y piñón. Montaba frenos hidráulicos de tambor Lockheed de 11 plg (279 milímetros) en las cuatro ruedas.
Aunque la cifra de producción del 401, con 611 unidades, sigue siendo la más grande de todos los modelos de Bristol, el 402 es considerado como uno de los clásicos más raros entre los automóviles de su época. En un recuento reciente, se contabilizaron 13 de los 23 producidos.
Un sedán probado por la revista The Motor en 1952 tenía una velocidad máxima de 97,3 mph (156,6 kilómetros por hora) y podía acelerar de 0 a 100 en 15.1 segundos. El consumo de combustible era de 13,6 (l/100 km). El coche de prueba costaba 3532 libras, impuestos incluidos. Refiriéndose a esa prueba de carretera en una característica posterior de "auto clásico", el diario resumió el 401 como un "auto mediano que ofrece estándares muy altos de comodidad y rendimiento" .

## Imágenes

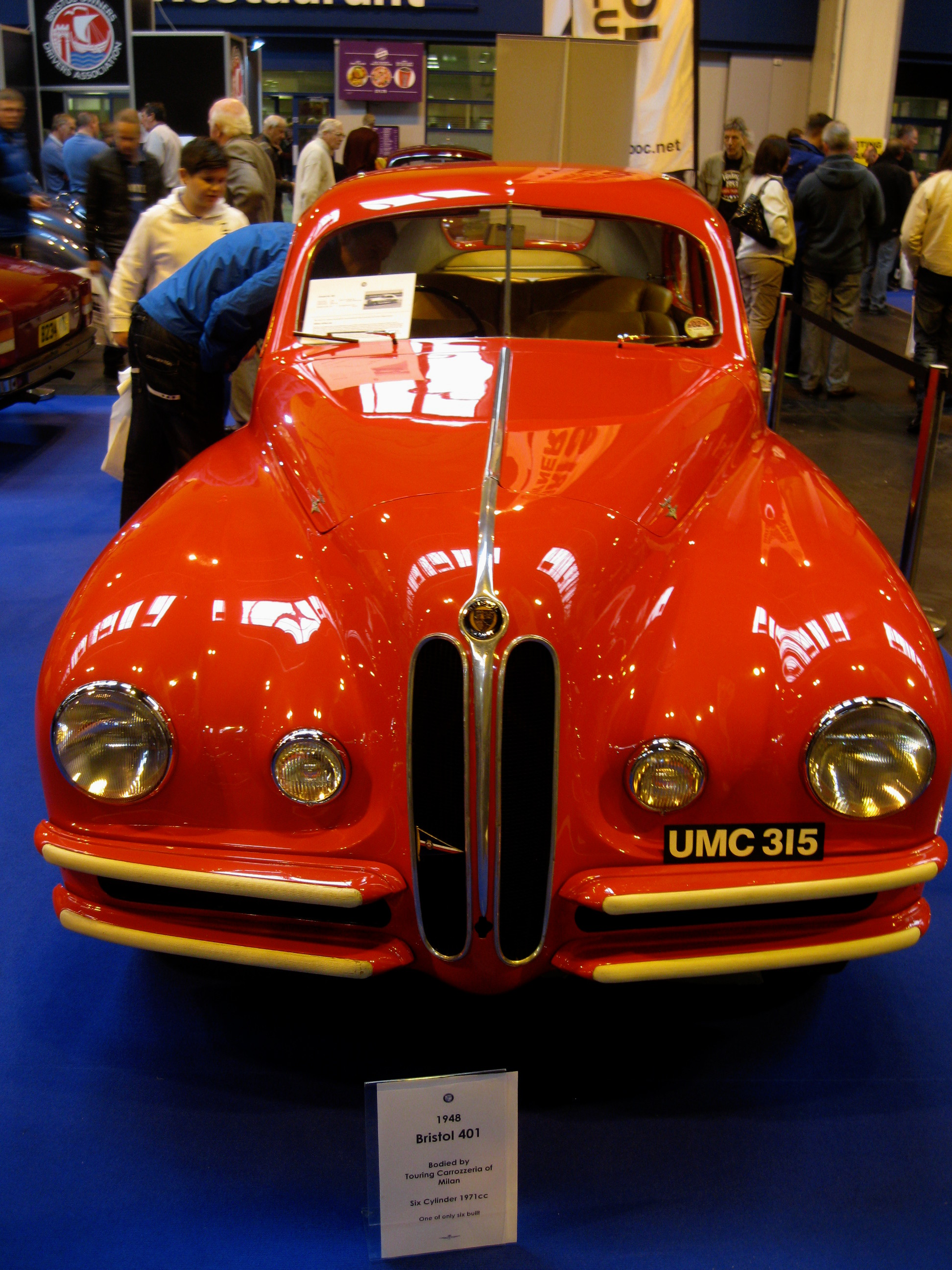
401 Touring Superleggera (1949)
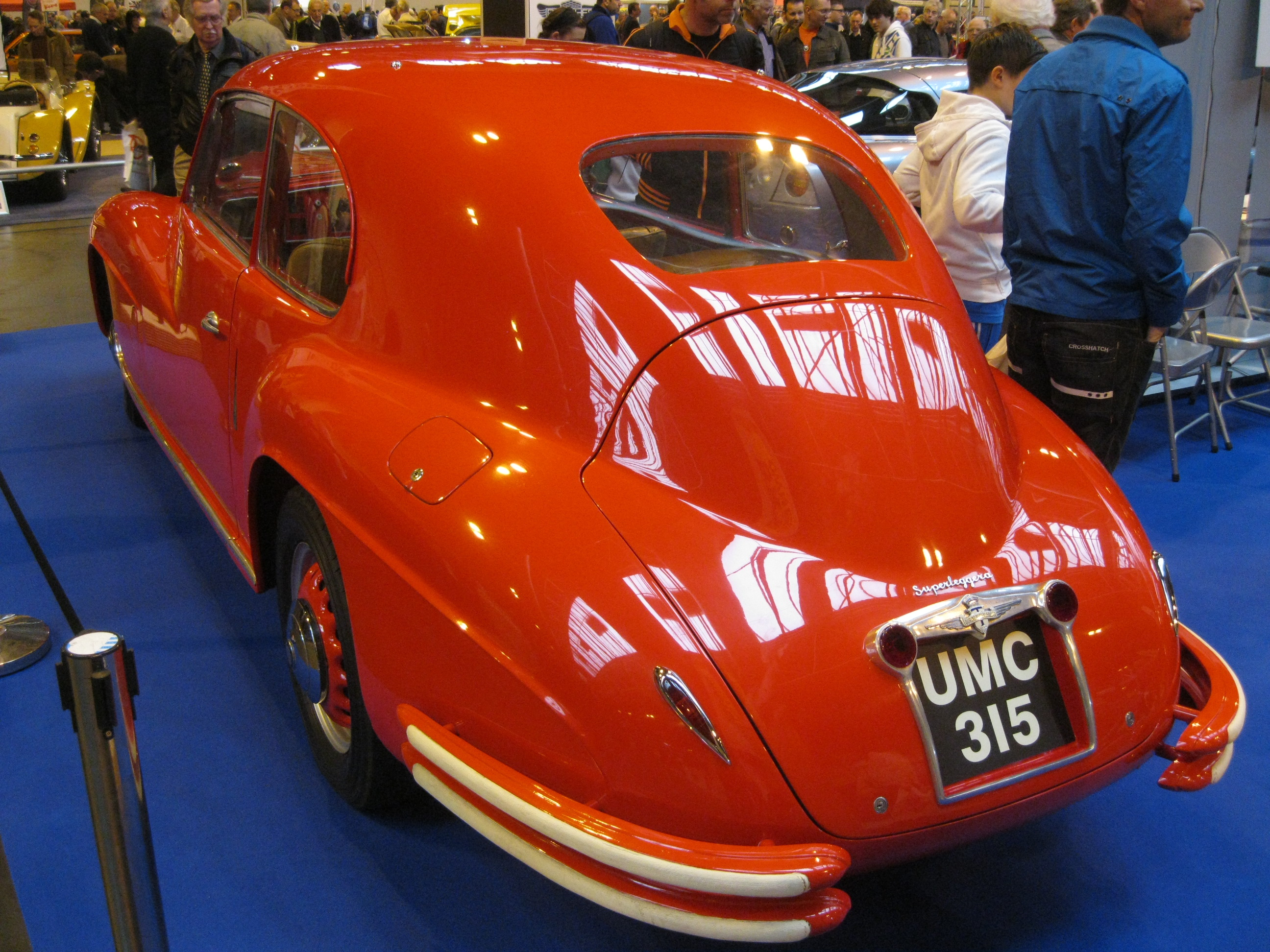
Vista trasera de un Superleggera
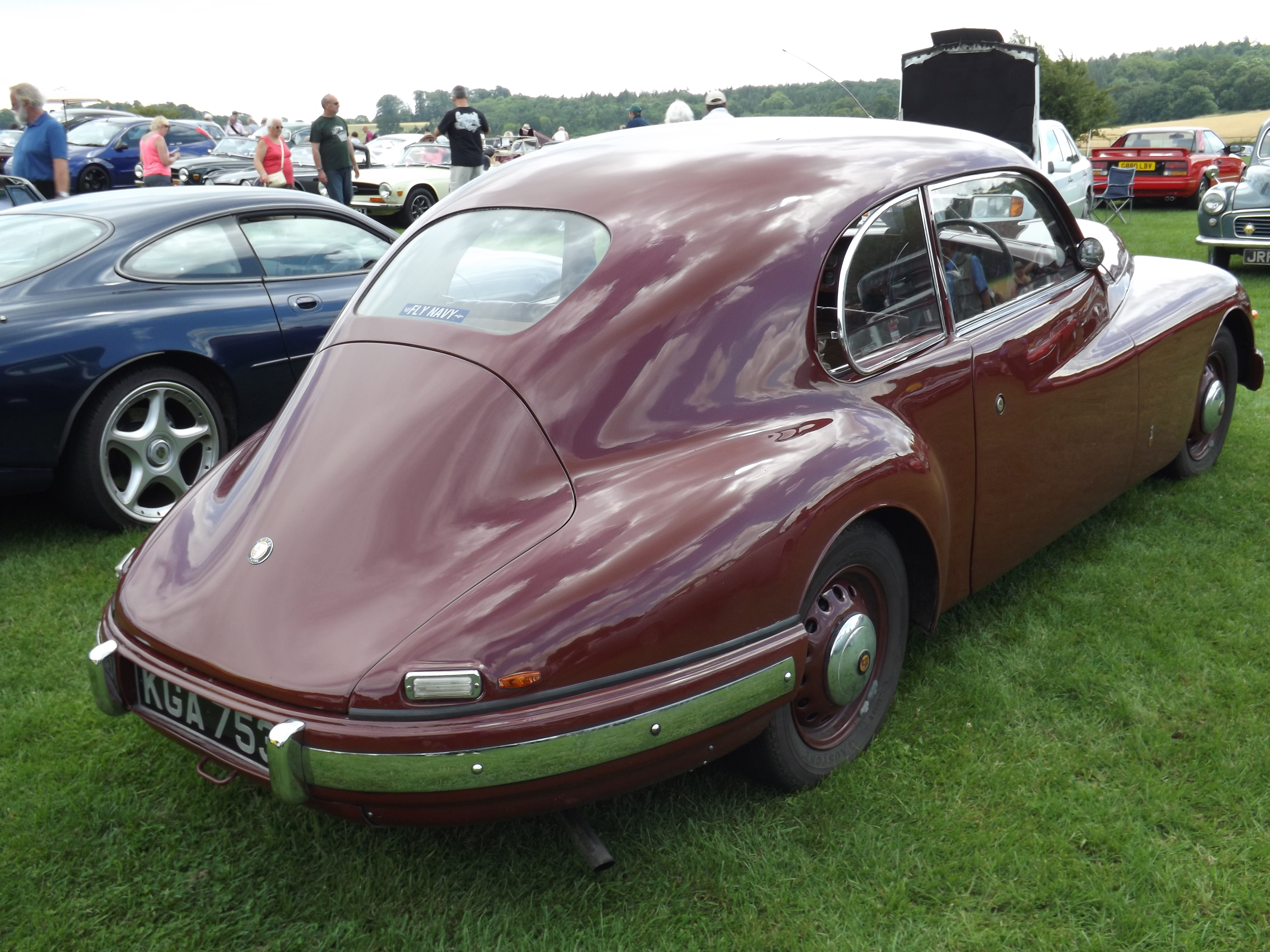
Vista trasera de un 401 de 1950-52
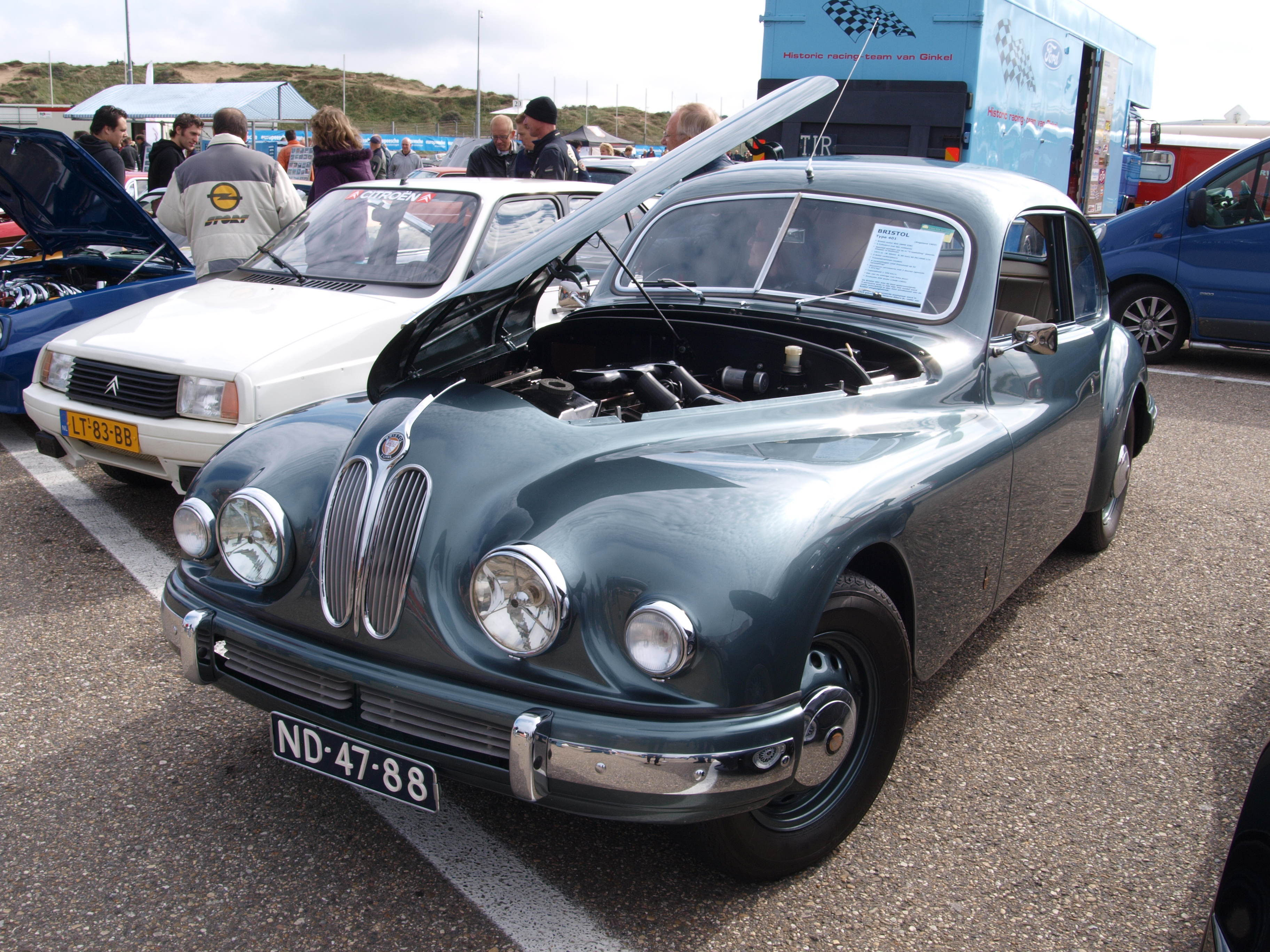
Bristol 401 con el capó abierto
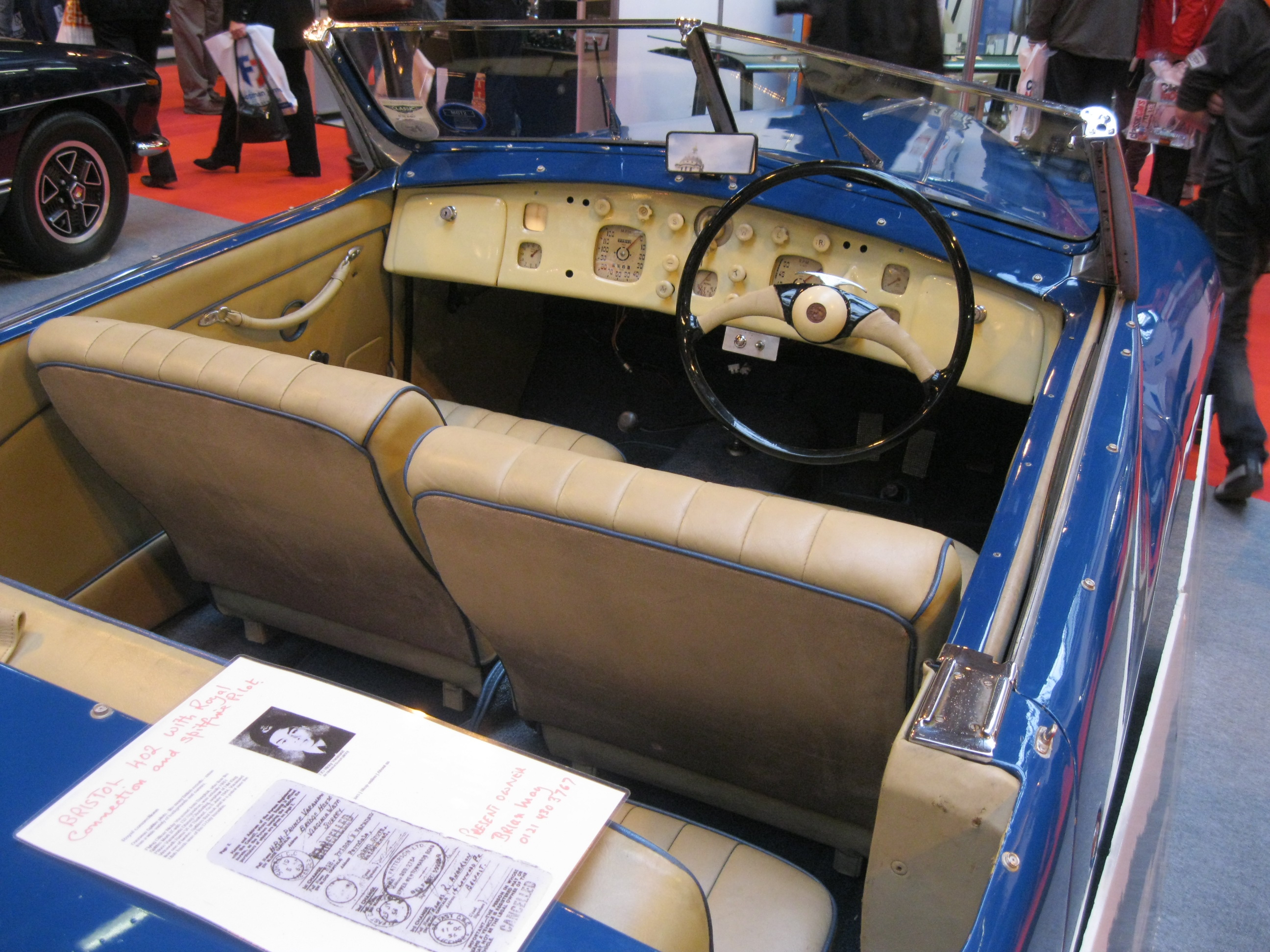
Salpicadero de un 402
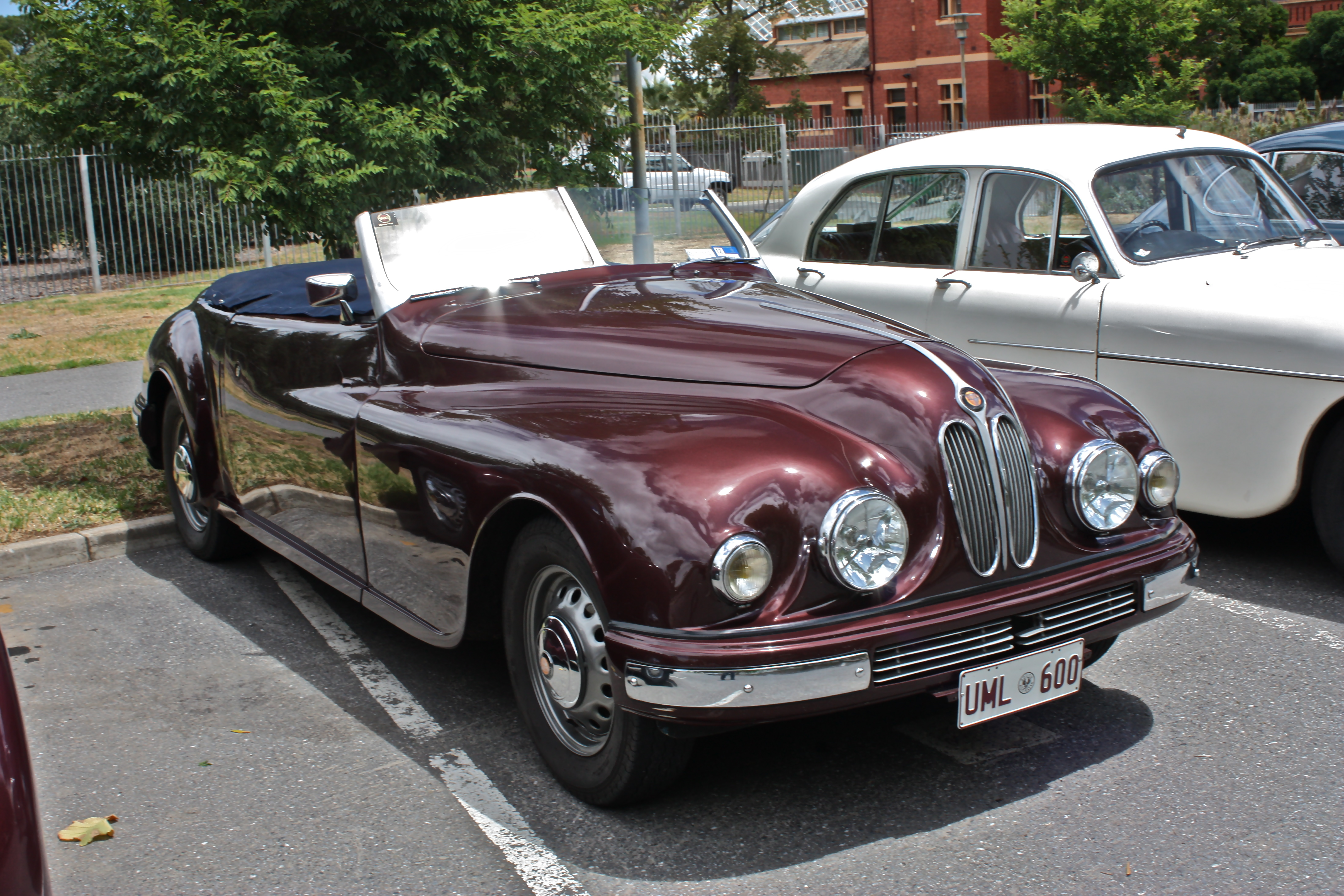
Bristol 402
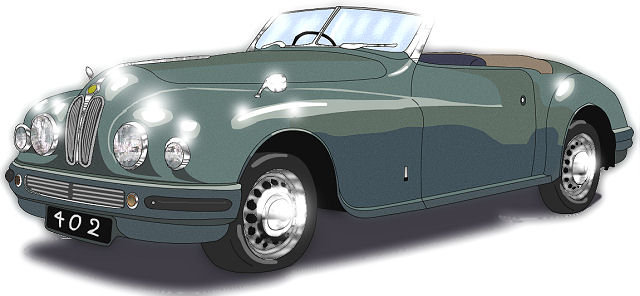
Dibujo de un Bristol 402
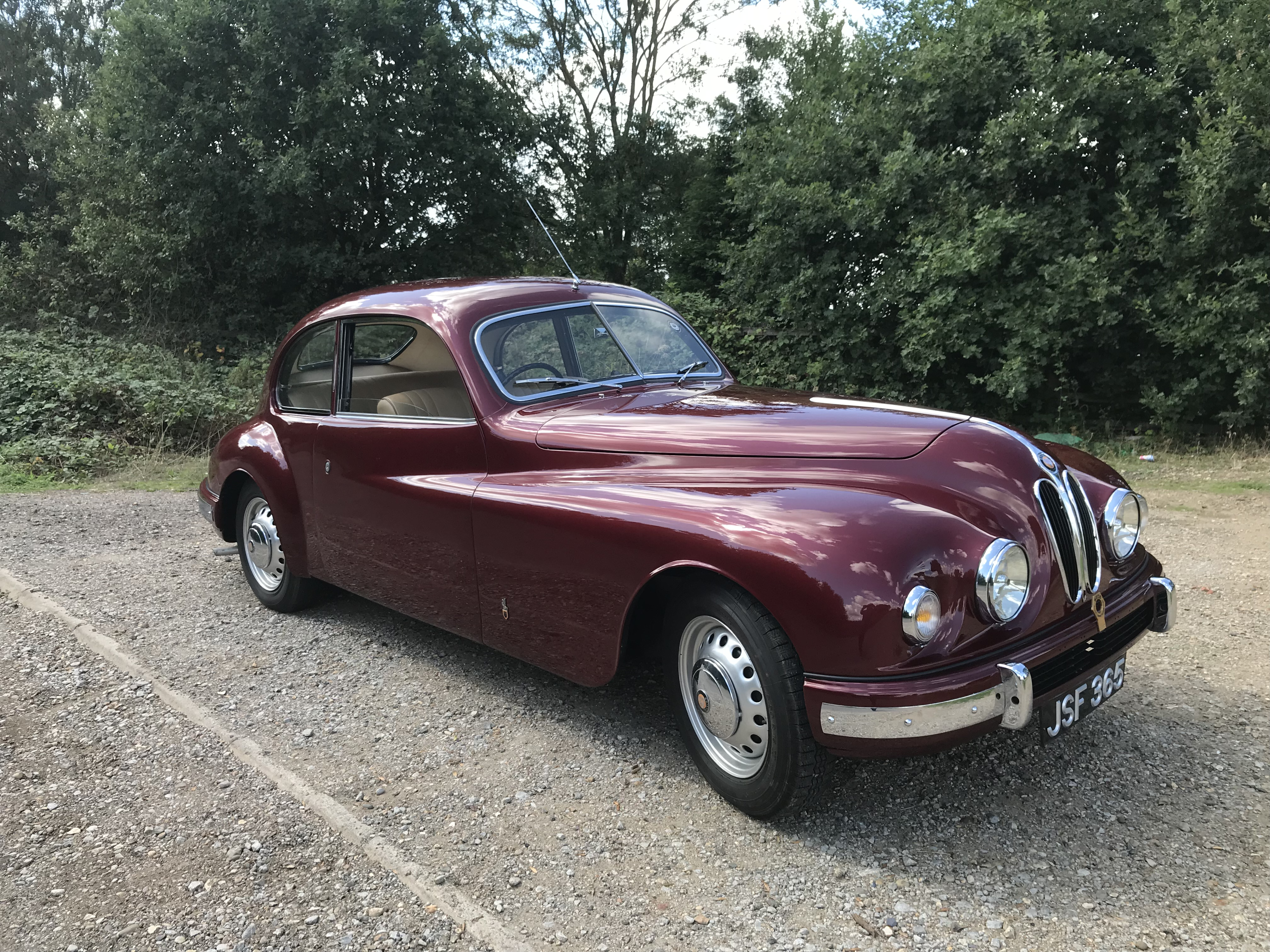
Perfil aerodinámico de un Bristol 401
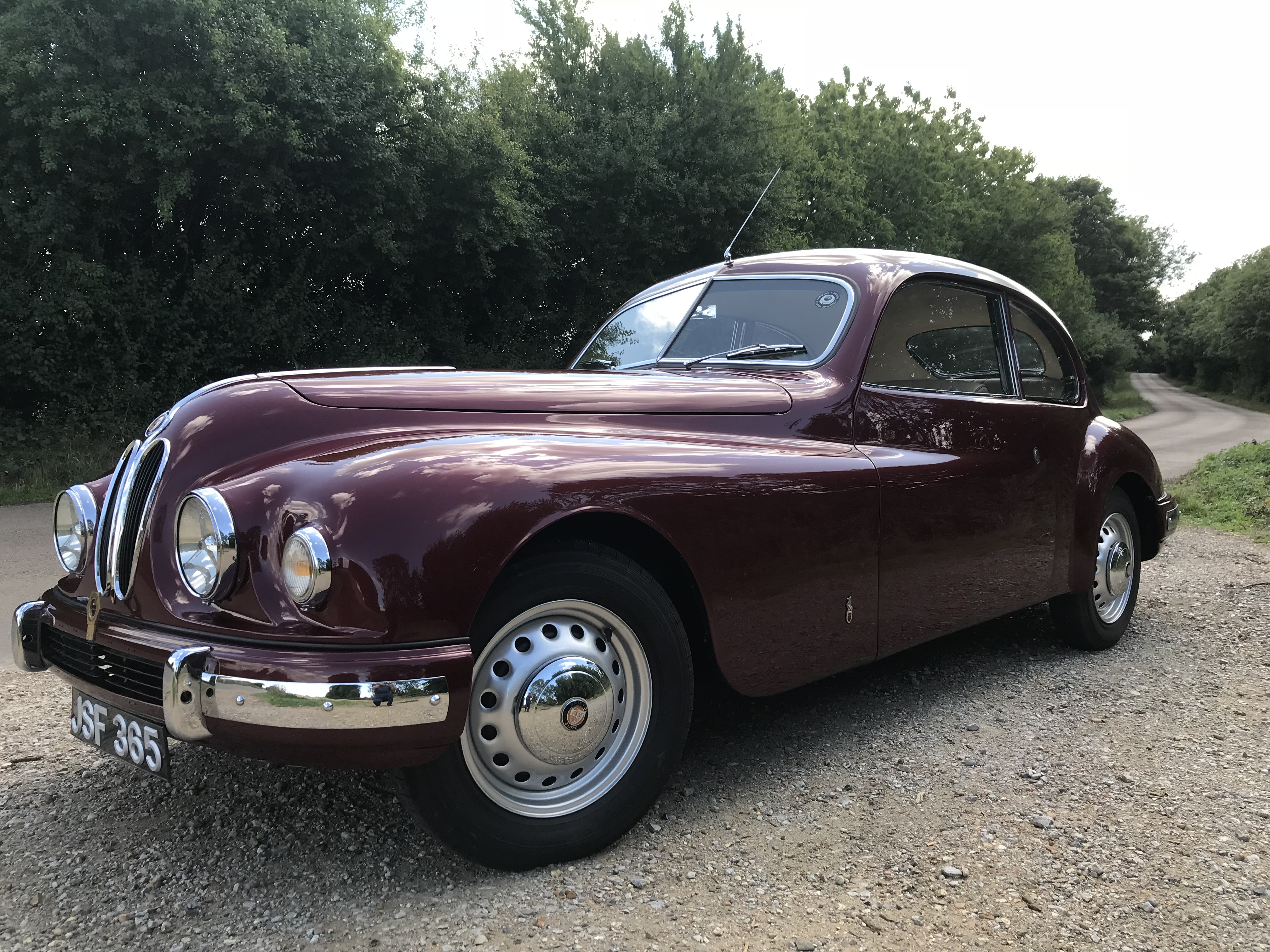
Bristol 401 con motor 2L 85C BMW, adaptado por Bristol (1951)